# Въглища
Въглища (Вугілля) — науково-виробничий журнал.
Країна видання — Болгарія.
Спеціалізація: Розробка та періодична переробка (збагачення) вугільних, рудних та нерудних корисних копалин.
Рік заснування 1945.
Чисел на рік — 10.